# Thomas Coke (4e comte de Leicester)
Pour les articles homonymes, voir Thomas Coke et Coke.
Thomas William Coke, 4e comte de Leicester, (9 juillet 1880-21 août 1949) est un pair britannique et un officier de l'armée, titré vicomte Coke de 1909 à 1941.

## Biographie
Il est le fils de Thomas Coke (3e comte de Leicester), et d'Alice Emily White. Formé au Collège d'Eton et à Sandhurst, il entre chez les Scots Guards comme cadet et est promu sous-lieutenant le 21 février 1900.
Il est détaché pour le service dans la seconde guerre des Boers en Afrique du Sud le 26 novembre 1901, et est promu lieutenant le 10 janvier 1902. Après la fin de la guerre en juin 1902, il revient avec la plupart des hommes des régiments de la garde à bord du SS Lake Michigan, qui arrive à Southampton en octobre 1902. Il est placé en demi-solde le 13 avril 1905 en raison de la maladie, mais reprend le service le 8 novembre 1905. 
Il est promu capitaine le 14 mars 1906. Il quitte l'armée le 6 mars 1909, après que son père ait accédé au comté et qu'il devient héritier; son oncle John, alors lieutenant dans les gardes, est promu capitaine à sa place. Le 1er octobre 1909, il est nommé lieutenant dans le Norfolk Yeomanry. Fait capitaine dans la Réserve générale des officiers le 4 juin 1911, il abandonne sa place dans la Réserve générale le 10 juillet 1912 pour revenir aux gardes écossais en tant que capitaine. Il sert avec les gardes pendant la durée de la Première Guerre mondiale. Le 1er mai 1917, il est nommé aide de camp.
Il est également chevalier de l'Ordre de Saint-Jean et juge de paix pour le Norfolk. C'est aussi un violoniste talentueux. Il succède à son père comme comte de Leicester en 1941 et est nommé Lord Lieutenant du Norfolk en 1944. Il meurt en 1949 et est remplacé par son fils aîné Thomas.
Un enregistrement que sa fille, Silvia, a fait racontant l'histoire de Holkham Hall est réalisé à l'âge de 90 ans et est un exemple de la British Library de l'accent de prononciation de l'anglais des conservateurs.

## Famille
Leicester se marie le 2 décembre 1905 à Marion Gertrude Trefusis (fille du colonel Walter Trefusis et de Mary Montagu-Douglas-Scott). Mary est la fille de Walter Montagu Douglas Scott, 5e duc de Buccleuch). Ils ont cinq enfants :
- Angela Mary Coke (née le 6 novembre 1906, décédée en décembre 1906)
- Major Thomas Coke (5e comte de Leicester) (né le 16 mai 1908, décédé le 3 septembre 1976)
- Silvia Beatrice Coke (née le 19 octobre 1909, décédée en octobre 2005)
- David Coke (en), (né le 4 décembre 1915, tué au combat le 9 décembre 1941)
- Katharine Mary Coke (7 mars 1920 - 6 octobre 1993)